# فرن پرز (بازیکن فوتبال، زاده ۱۹۸۶)
فرن پرز (انگلیسی: Fran Pérez؛ زادهٔ ۳ ژانویهٔ ۱۹۸۶) بازیکن فوتبال اهل اسپانیا است.
از باشگاه‌هایی که در آن بازی کرده‌است می‌توان به باشگاه فوتبال کادیس و باشگاه فوتبال لوگو اشاره کرد.